# OshKosh B'gosh

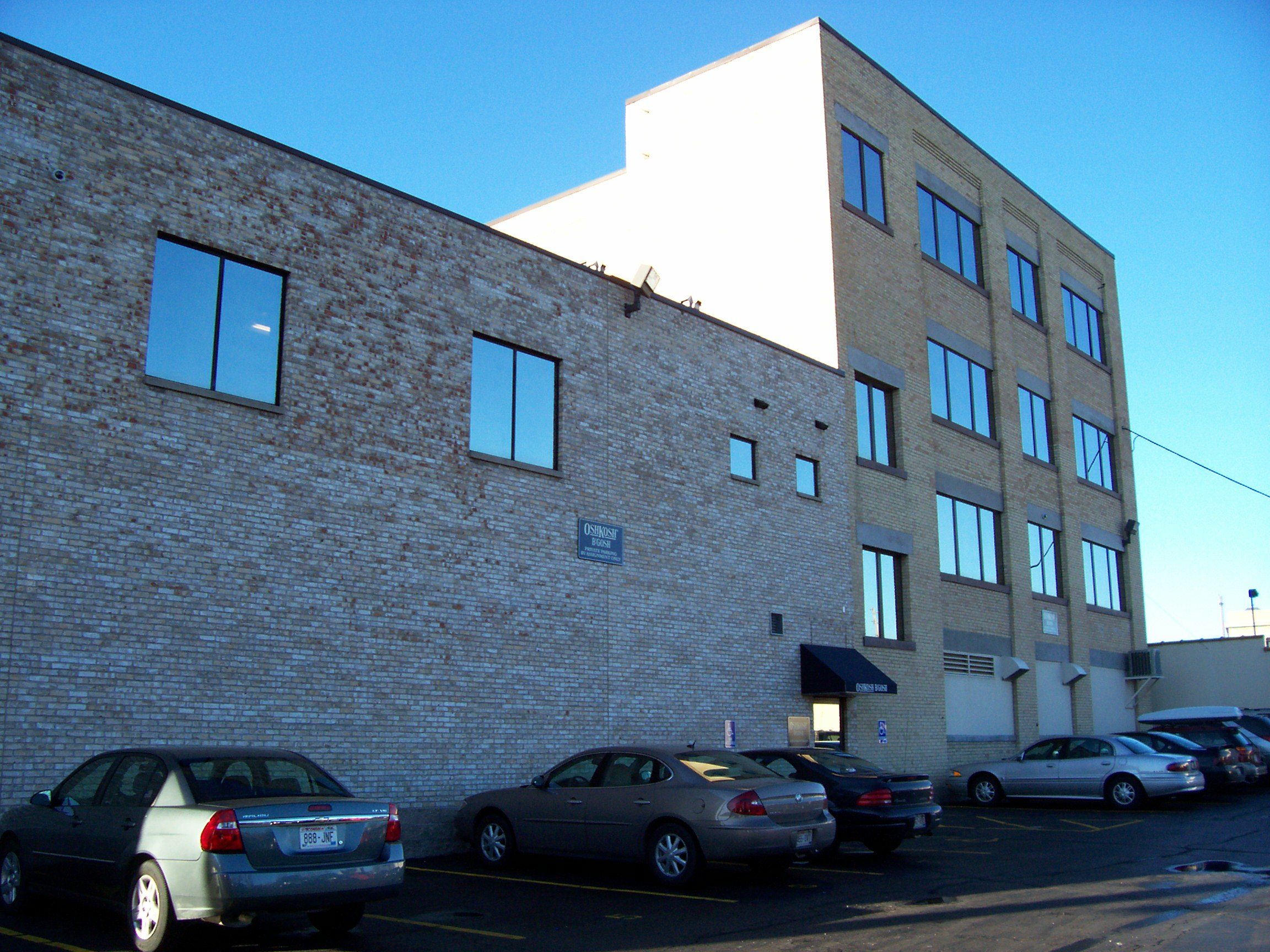
Sede centrale

OshKosh B'gosh è un'azienda americana di abbigliamento infantile fondata ad Oshkosh, nel Wisconsin, nel 1895. È una filiale di Carter's.

## Storia
OshKosh B'Gosh è stata fondata nel 1895 con il nome di Grove Manufacturing Company, un produttore di abbigliamento da lavoro per adulti in una piccola città. Il prodotto più notevole era la tuta "hickory striped" per i lavoratori delle ferrovie e per i lavoratori agricoli. Il nome è stato utilizzato per i prodotti dopo che il direttore generale William Pollack ha sentito lo slogan "Oshkosh B'Gosh" in uno spettacolo di varietà a New York; l'azienda ha adottato il nome nel 1937.
È un'azienda diventata famosa per l'abbigliamento per bambini, in particolare per le tute con bretelle. Le tute originali per bambini, risalenti all'inizio del XX secolo, avevano lo scopo di consentire ai genitori di vestire i loro figli come i loro padri. Secondo l'azienda, le vendite del prodotto sono aumentate dopo che Miles Kimball, un catalogo di vendita per corrispondenza basato su Oshkosh, ha presentato un paio di tute nel suo catalogo nazionale nel 1960. Di conseguenza OshKosh ha iniziato a vendere i propri prodotti nei grandi magazzini e ha ampliato la linea per bambini.
L'abbigliamento per bambini costituiva il 15% delle vendite dell'azienda nel 1979; nel 1993 quel numero era del 95 percento.

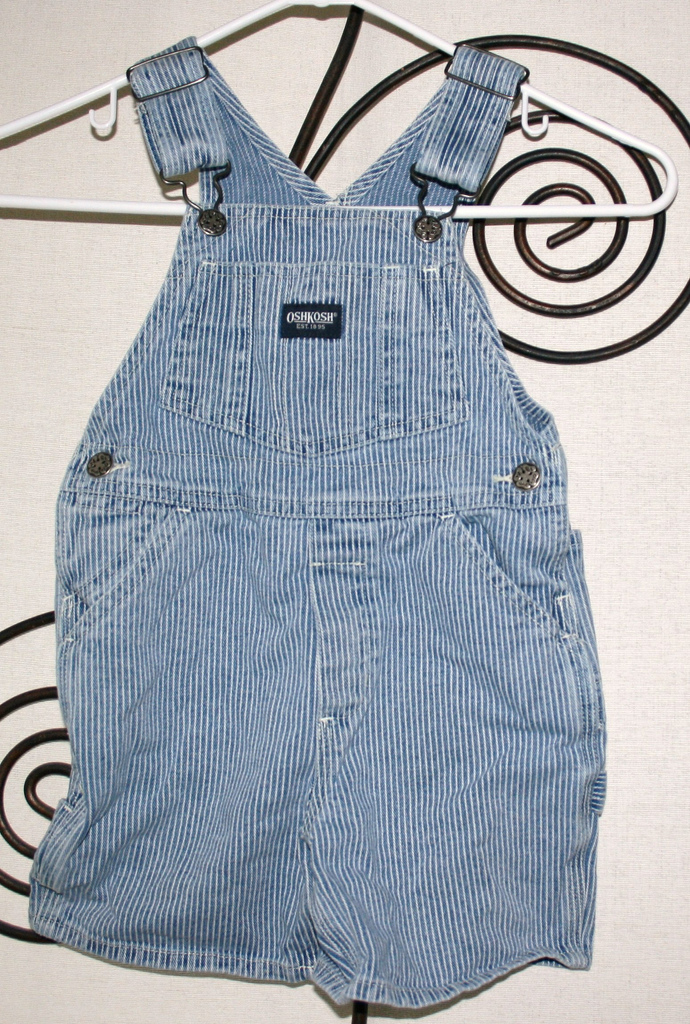
Un esempio di tute di Oshkosh nello stile da macchinista

Nel 1997, dopo 102 anni nella città natale, lo stabilimento del Wisconsin è stato chiuso. I vestiti di Oshkosh B'Gosh non vengono più realizzati in Oshkosh. Il ridimensionamento delle operazioni nazionali, la massiccia esternalizzazione e la produzione presso le filiali messicane e onduregne hanno visto la quota di produzione domestica scendere al di sotto del 10% dal 2000.
L'azienda è stata venduta a Carter's, un altro produttore di abbigliamento, nel 2005 per 312 milioni di dollari, sebbene operi ancora con il nome originale.
Oggi l'azienda vende accessori, jeans, pantaloni, camicie, maglioni, t-shirt, canottiere e le tute del suo marchio. Essa produce abbigliamento per neonati, bambini (4-7) e giovani (5-14); tuttavia, non produce più abbigliamento di taglie per adulti a causa delle scarse vendite. L'azienda inoltre possiede oltre 300 negozi negli Stati Uniti d'America.
L'azienda oggi ha la sua sede in Suite 1800 presso la Phipps Tower nel distretto Buckhead di Atlanta.